# Franz Richard Unterberger

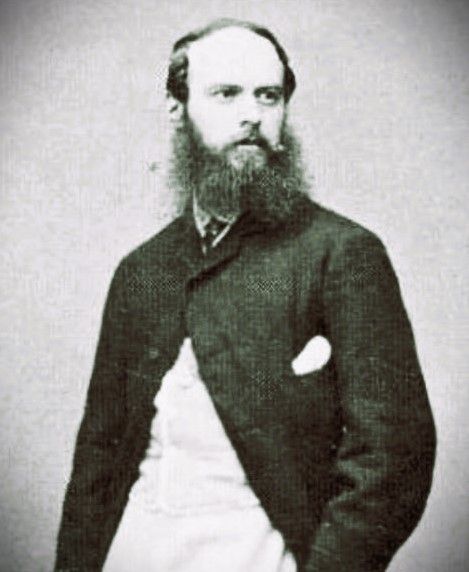
Franz Richard Unterberger, im Alter von etwa 40 Jahren

Franz Richard Unterberger (* 8. September 1837 in Innsbruck; † 25. Mai 1902 in Neuilly-sur-Seine) war ein Tiroler Landschaftsmaler des 19. Jahrhunderts.

## Leben und Wirken

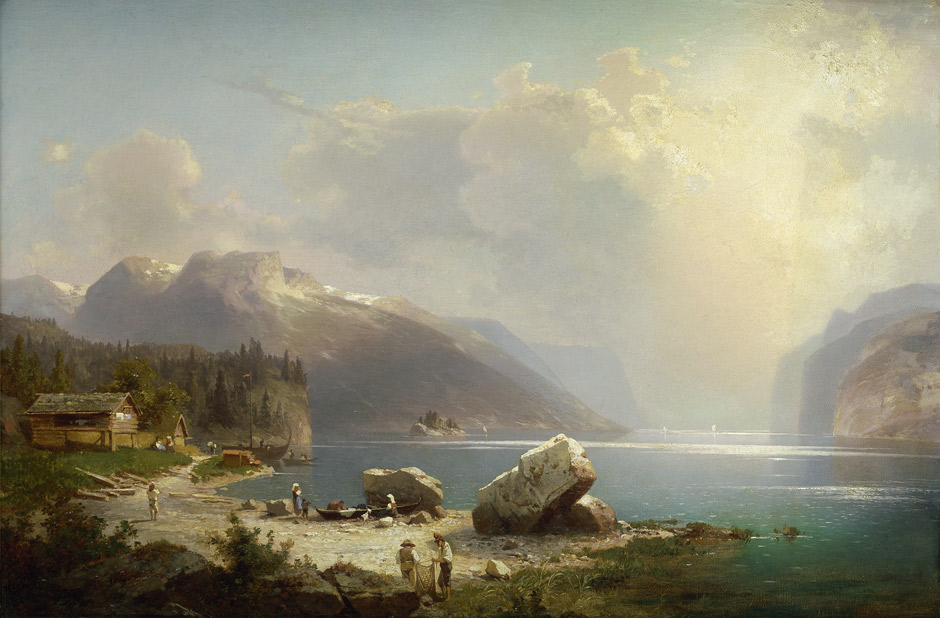
Am Hardanger Fjord in Norwegen. Öl auf Leinwand, 52,5 × 76,5 cm

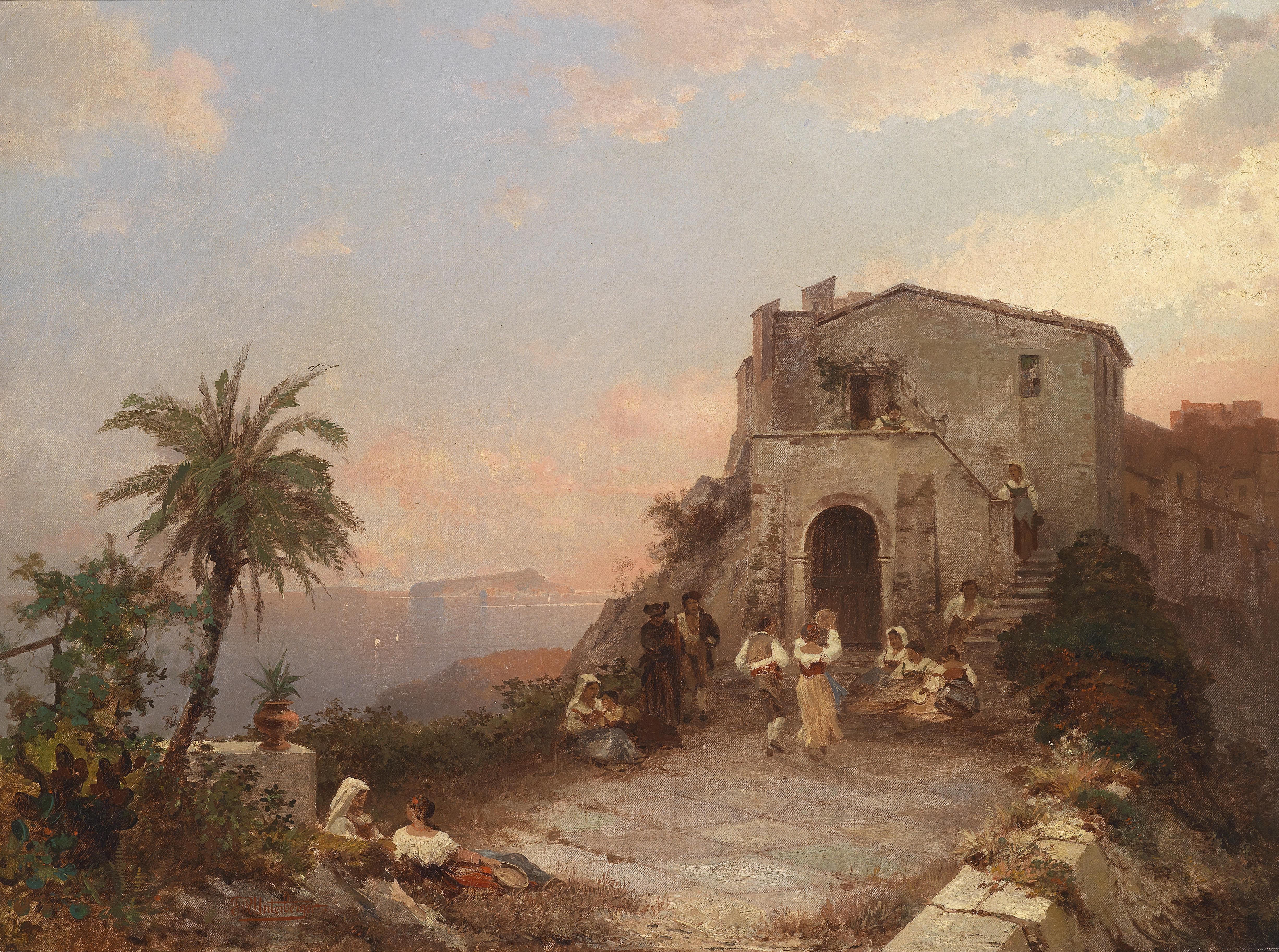
Sommerfest in Italien. Öl auf Leinwand, 58,5 × 78 cm

Er war der älteste Sohn des in Innsbruck niedergelassenen Kunsthändlers und Fotografen Franz Unterberger. Nach Absolvierung der Normalschule besuchte er die Handelsakademie in München, wechselte jedoch schon bald auf die Akademie der bildenden Künste über, wo er von den Professoren Clemens von Zimmermann und Julius Lange unterrichtet wurde. 1858 folgte er seinem Mentor Professor Lange, der zu jener Zeit Privatlehrer der Erzherzogin Charlotte von Belgien war, nach Mailand. Die Kriegsereignisse von 1859 zwangen ihn jedoch schon bald zur Rückkehr nach München.
Nach nur kurzem Aufenthalt in der bayerischen Metropole begab er sich nach Düsseldorf, wo die Landschaftsmaler Andreas und Oswald Achenbach sein Talent an der dortigen Kunstakademie in neue Bahnen lenkten. Von 1860 bis 1864 war er Schüler der Düsseldorfer Akademie, ab 1863 auch Privatschüler von Oswald Achenbach. Zu jener Zeit legte sich Unterberger den zweiten Vornamen Richard zu. Auf Anregung seiner Lehrmeister reiste er 1860 nach Norwegen, wo zahlreiche Werke entstanden. Seine Arbeiten wurden in Innsbruck, Wien und Düsseldorf ausgestellt und wurden von den Kunstkritikern durchwegs günstig beurteilt. Durch diesen Erfolg angespornt, bereiste der Künstler auch Dänemark und die englische und schottische Küste.
Auch in seiner engeren Heimat fand Unterberger immer wieder Motive, die ihn inspirierten. Anlässlich eines Tirolaufenthaltes im Jahre 1862 entstand die Partie bei Innsbruck mit der sonnig beleuchteten Waldrastspitze im Hintergrund, die von Erzherzog Karl Ludwig angekauft wurde.
Im Jahre 1864 verließ Unterberger die Akademie in Düsseldorf und übersiedelte als selbständiger Maler nach Brüssel, das er zu seinem ständigen Aufenthalt wählte. Von dort aus besuchte er Südfrankreich und – gegen Ende der Sechzigerjahre – auch das südliche Italien. Das erste italienische Bild, eine Partie bei Neapel wurde 1868 im Wiener Kunstvereins ausgestellt. Bei der Weltausstellung 1873 in Wien präsentierte er das Bild Sorrent, Golf von Neapel. Die sonnigen Küstenlandschaften der Adria, aber auch Venedig mit seinen prachtvollen Bauten, malerischen Winkeln und dem Treiben des Volkes wurden für Unterberger bald zum Mittelpunkt seines künstlerischen Schaffens. Wie kaum ein anderer Künstler verstand er es, seine Bilder figural zu beleben, ohne dabei vom Hauptmotiv abzulenken.
Besonderes Interesse zeigte Unterberger für das Tiroler Landesmuseum, das mehrere seiner Werke, darunter auch das Gemälde Amalfi und der Golf von Salerno besitzt.
Während im Jahre 1870 eine Partie auf der Insel Capri öffentlich ausgestellt war, schuf Unterberger zwei Bilder vom Achensee. Auf der Tiroler Landesausstellung im Jahre 1893 war er mit den Gemälden Motiv aus Dänemark, Posilippo Golf von Neapel und Amalfi, Golf von Salerno vertreten. Tiroler Landschaften hat er in späterer Zeit nicht mehr zu seinen Darstellungen gewählt; nur ein kleines Bild aus den Dolomiten, Cimone della Pala ist als solches bekannt.
Unterbergers Bilder wurden zumeist von den Ausstellungen weg verkauft. Bei den Münchner internationalen Ausstellungen waren seine Bilder für gewöhnlich in der belgischen Abteilung zu sehen. Noch häufiger als in München war er auf Ausstellungen in Brüssel, Paris und London vertreten, wo er weit mehr bekannt und sein Name populärer war als in Österreich. Er wurde mehrmals auch mit Medaillen prämiert. 1874 wurde ihm von Kaiser Franz Joseph I. das Ritterkreuz des Franz-Joseph-Ordens verliehen.
Wenn Unterberger nicht reiste, wohnte er in Brüssel. Von Mai bis Juli logierte er regelmäßig in Neuilly, einem Vorort von Paris, wo er auch ein Atelier unterhielt. Er starb am 25. Mai 1902 an den Folgen eines Schlaganfalles. Sein Leichnam wurde nach Innsbruck überführt und in der Familiengruft beigesetzt (Westfriedhof, Arkade 62).

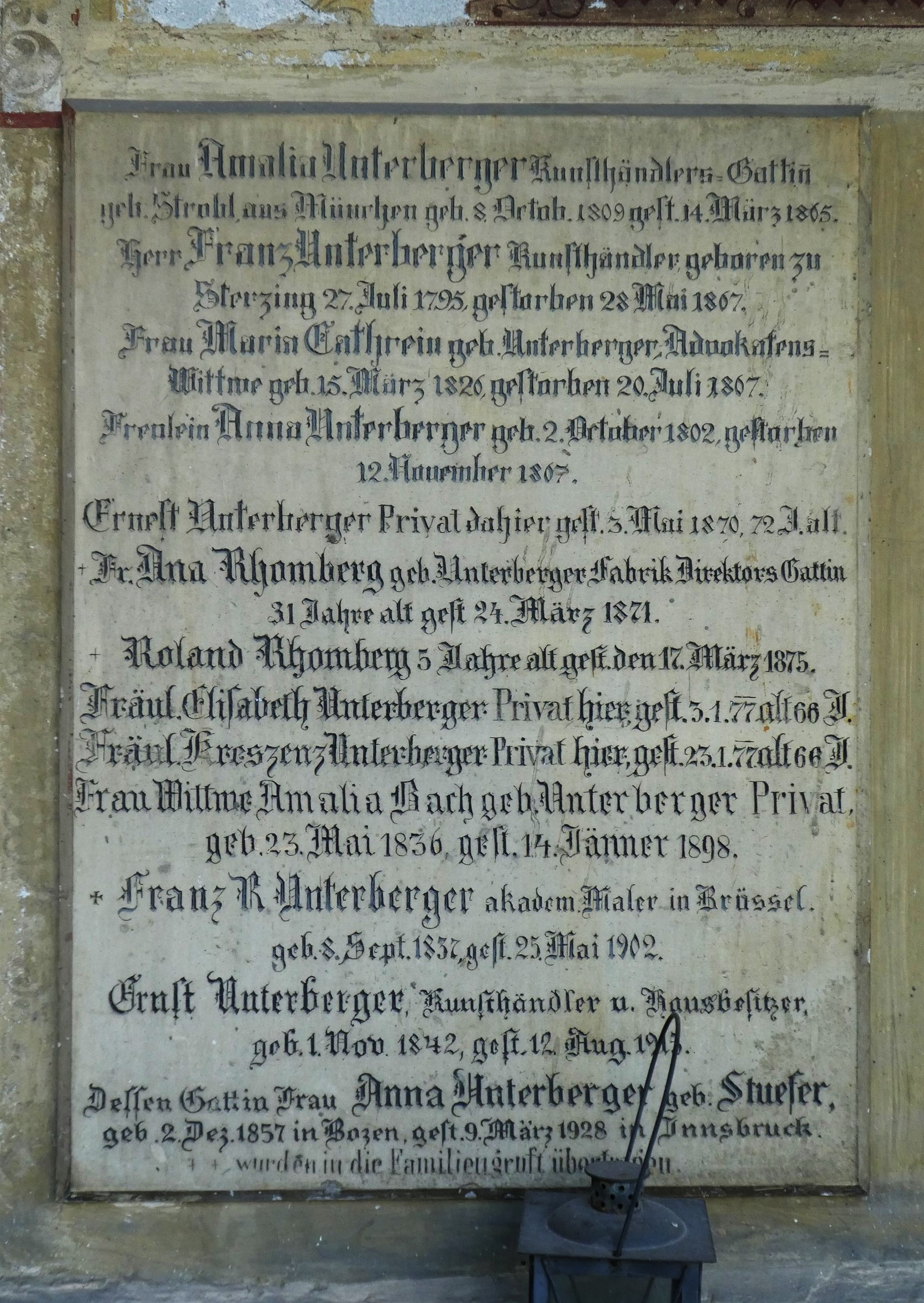
Grabplatte auf dem Westfriedhof Innsbruck

1987 erinnerte das Tiroler Landesmuseum Ferdinandeum mit einer Retrospektive zum 150. Geburtstag an das Leben und Wirken des Künstlers.